# Turbo (musikalbum)
Turbo är ett musikalbum med Judas Priest, släppt den 7 april 1986. Albumet är ett av bandets mest framgångsrika och certifierades Guld i USA den 10 juni 1986 och Platina den 24 juli 1989 och placerade sig på listorna som 33 i Storbritannien, 4 i Sverige samt 17 på Billboard 200 i USA, bandets högsta placering fram till 2005, då med albumet Angel of Retribution. På skivan använder sig Glenn Tipton och K.K Downing av gitarrsynthesizers och sequencers, något som inte uppskattades av alla fans.

## Låtförteckning
Alla låtar är skrivna och komponerade av K.K. Downing, Glenn Tipton and Rob Halford. 
| 1. | Turbo Lover                   | 5:33 |
| 2. | Locked In                     | 4:19 |
| 3. | Private Property              | 4:29 |
| 4. | Parental Guidance             | 3:25 |
| 5. | Rock You All Around the World | 3:37 |

| 6. | Out in the Cold               | 6:27 |
| 7. | Wild Nights, Hot & Crazy Days | 4:39 |
| 8. | Hot for Love                  | 4:12 |
| 9. | Reckless                      | 4:17 |

## Medverkande
Judas Priest
- Rob Halford – sång
- K.K. Downing – gitarr, gitarrsynthesizer
- Glenn Tipton – gitarr, gitarrsynthesizer
- Ian Hill – basgitarr
- Dave Holland – trummor